# ビクトリーゴール
『ビクトリーゴール』は、セガより1995年1月20日に発売されたセガサターン初のサッカーゲーム。

## 概要
発売当時である1995年の全192名のJリーガー達が全て実名で登場し、フィールド画面の拡大・縮小と視点を変更する機能が付いている。また、マルチターミナルを使用して最大4人まで同時にプレイ可能となっている。